# Nati nel 1935/Luglio
| Questa pagina contiene informazioni ricavate automaticamente dalle voci biografiche con l'ausilio del template Bio e di un bot. L'aggiornamento è periodico e automatico e ricostruisce completamente la pagina. Se manca una persona in questa lista, sei pregato di non aggiungerla, ma accertati piuttosto che la sua voce biografica contenga il template Bio e che i dati anagrafici siano correttamente compilati. Se il template Bio manca, inseriscilo tu stesso o, in alternativa, metti l'avviso {{tmp\|Bio}} che ne segnala la mancanza. Se i dati riportati sono sbagliati, correggi direttamente la voce biografica; le modifiche saranno visibili in questa lista entro pochi giorni. Per chiarimenti vedi il progetto biografie. La lista contiene solo le 191 persone che sono citate nell'enciclopedia e per le quali è stato implementato correttamente il template Bio. Pagina aggiornata al 26 lug 2025. |

- 1º luglio - Ann Atwater, attivista statunitense († 2016)
- 1º luglio - George Bon Salle, cestista statunitense († 2015)
- 1º luglio - James Cotton, armonicista, cantante e compositore statunitense († 2017)
- 1º luglio - Franco Marini, regista, attore e sceneggiatore italiano († 2014)
- 1º luglio - Renato Ongari, canoista italiano († 2016)
- 1º luglio - David Prowse, attore, culturista e sollevatore britannico († 2020)
- 2 luglio - Nanni Balestrini, poeta, scrittore e saggista italiano († 2019)
- 2 luglio - Ed Bullins, drammaturgo e scrittore statunitense († 2021)
- 2 luglio - Dick Dolman, politico olandese († 2019)
- 2 luglio - Genézia Izabel Cardoso, cestista brasiliana († 1996)
- 2 luglio - Luigi Gozzi, drammaturgo e regista teatrale italiano († 2008)
- 2 luglio - Ingeborg Schöner, attrice e modella tedesca
- 3 luglio - Osvaldo Bagnoli, ex calciatore e allenatore di calcio italiano
- 3 luglio - John Barry, scenografo britannico († 1979)
- 3 luglio - Helmut Faeder, calciatore tedesco († 2014)
- 3 luglio - Cheo Feliciano, cantante, cantautore e musicista portoricano († 2014)
- 3 luglio - Willi Forrer, ex sciatore alpino svizzero
- 3 luglio - Keiji Hase, ex nuotatore giapponese
- 3 luglio - Enrico Intra, pianista, compositore e direttore d'orchestra italiano
- 3 luglio - Wolfgang Pfeifer, ex calciatore tedesco orientale
- 3 luglio - Harrison Schmitt, ex astronauta, geologo e politico statunitense
- 3 luglio - Antonio Slavich, psichiatra e politico italiano († 2009)
- 4 luglio - Keinosuke Enoeda, karateka e maestro di karate giapponese († 2003)
- 4 luglio - Narciso Ibáñez Serrador, regista uruguaiano († 2019)
- 4 luglio - Elena Leușteanu, ginnasta rumena († 2008)
- 5 luglio - Shirley Collins, cantante britannica
- 5 luglio - Giannetto Congeddu, politico italiano († 2023)
- 5 luglio - Patrizia Della Rovere, attrice e personaggio televisivo italiana
- 5 luglio - Brendan McCann, cestista statunitense († 2024)
- 5 luglio - Chamlong Srimuang, politico e militare thailandese
- 5 luglio - Shevah Weiss, politico, politologo e diplomatico polacco († 2023)
- 5 luglio - Hubertus Antonius van der Aa, botanico e micologo olandese († 2017)
- 6 luglio - Candy Barr, ballerina statunitense († 2006)
- 6 luglio - Marco Rostagno, fumettista, illustratore e pittore italiano († 2004)
- 6 luglio - Tenzin Gyatso, monaco buddhista tibetano
- 7 luglio - Hans Belting, storico dell'arte tedesco († 2023)
- 7 luglio - Mimoun Ben Ali, pugile spagnolo († 2001)
- 7 luglio - Corrado Faissola, banchiere italiano († 2012)
- 7 luglio - Zenon Matysik, ex cestista polacco
- 7 luglio - Gian Carlo Michelini, presbitero italiano
- 7 luglio - Roberto Rodríguez Fernández, rivoluzionario e guerrigliero cubano († 1958)
- 8 luglio - John David Crow, giocatore di football americano statunitense († 2015)
- 8 luglio - Guido Del Grosso, ex calciatore italiano
- 8 luglio - Roar Johansen, calciatore norvegese († 2015)
- 8 luglio - Steve Lawrence, attore e cantante statunitense († 2024)
- 8 luglio - Tor Österlund, calciatore finlandese († 2022)
- 8 luglio - Kai Pahlman, calciatore finlandese († 2013)
- 8 luglio - Oscar Alfonso Podlech Michaud, avvocato e magistrato cileno
- 8 luglio - Giuseppe Rivadossi, ebanista e scultore italiano
- 8 luglio - Vitalij Ivanovič Sevast'janov, cosmonauta, politico e ingegnere sovietico († 2010)
- 9 luglio - Carol Arthur, attrice statunitense († 2020)
- 9 luglio - Marisa Bellisario, dirigente d'azienda italiana († 1988)
- 9 luglio - Wim Duisenberg, banchiere, politico e economista olandese († 2005)
- 9 luglio - Charles Grimes, canottiere statunitense († 2007)
- 9 luglio - Orazio Sapienza, sindacalista e politico italiano († 2006)
- 9 luglio - Mercedes Sosa, cantante e attivista argentina († 2009)
- 9 luglio - Michael Williams, attore britannico († 2001)
- 10 luglio - Vincent Asaro, mafioso statunitense († 2023)
- 10 luglio - Agostino Bonalumi, pittore italiano († 2013)
- 10 luglio - Giovanni Bonomo, mafioso italiano († 2010)
- 10 luglio - Donatella Della Nora, attrice italiana († 1971)
- 10 luglio - Adelio Ferrero, critico cinematografico e storico del cinema italiano († 1977)
- 10 luglio - Wilson Whineray, rugbista a 15 e dirigente d'azienda neozelandese († 2012)
- 11 luglio - Earlene Brown, pesista e discobola statunitense († 1983)
- 11 luglio - Konstantin Eršov, attore e regista sovietico († 1984)
- 11 luglio - Giuseppe Rocco Favale, vescovo cattolico italiano († 2018)
- 11 luglio - Giorgio Pianta, pilota automobilistico, dirigente sportivo e ingegnere italiano († 2014)
- 11 luglio - Gérard Saint, ciclista su strada e pistard francese († 1960)
- 11 luglio - Woody Sauldsberry, cestista statunitense († 2007)
- 12 luglio - Vincenzo Carbone, magistrato e giurista italiano († 2022)
- 12 luglio - Elio Fiore, poeta italiano († 2002)
- 12 luglio - Ursula Herwig, attrice e doppiatrice tedesca († 1977)
- 12 luglio - Ed Rubinoff, ex tennista statunitense
- 12 luglio - Hans Tilkowski, calciatore e allenatore di calcio tedesco († 2020)
- 12 luglio - Satoshi Ōmura, medico giapponese
- 13 luglio - Andrea Borri, politico italiano († 2003)
- 13 luglio - Paolo Cottino, pugile italiano († 2016)
- 13 luglio - Jack Kemp, giocatore di football americano e politico statunitense († 2009)
- 13 luglio - Earl Lovelace, scrittore e drammaturgo trinidadiano
- 13 luglio - Jack McKinney, cestista e allenatore di pallacanestro statunitense († 2018)
- 13 luglio - John Symonds, agente segreto britannico († 2017)
- 13 luglio - Monique Wittig, poetessa e saggista francese († 2003)
- 14 luglio - Donald Arnold, canottiere canadese († 2021)
- 14 luglio - Milan Dolinský, ex calciatore cecoslovacco
- 14 luglio - Rafael Egusquiza, hockeista su prato spagnolo († 2017)
- 14 luglio - Ei-ichi Negishi, chimico giapponese († 2021)
- 14 luglio - Svend Aage Rask, calciatore danese († 2020)
- 15 luglio - Johan Bergenstråhle, regista e sceneggiatore svedese († 1995)
- 15 luglio - Mohamed Choukri, scrittore marocchino († 2003)
- 15 luglio - Gianni Garko, attore italiano
- 15 luglio - Alex Karras, giocatore di football americano, wrestler e attore statunitense († 2012)
- 15 luglio - Ken Kercheval, attore statunitense († 2019)
- 15 luglio - Robert Kotei, politico, generale e altista ghanese († 1979)
- 15 luglio - Rudolf Kozłowski, sollevatore polacco
- 15 luglio - Sylvio dos Santos, nuotatore e pallanuotista brasiliano († 2016)
- 16 luglio - Giorgio Celli, entomologo, etologo e politico italiano († 2011)
- 16 luglio - Carlo Del Bravo, storico dell'arte italiano († 2017)
- 16 luglio - Salvador Rivas Martínez, botanico, alpinista e insegnante spagnolo († 2020)
- 17 luglio - Diahann Carroll, attrice e cantante statunitense († 2019)
- 17 luglio - Benjamin Civiletti, avvocato, politico e magistrato statunitense († 2022)
- 17 luglio - Zbigniew Dregier, ex cestista polacco
- 17 luglio - Anna Montinari, attrice teatrale e modella italiana († 2022)
- 17 luglio - Juan Carlos Murúa, calciatore argentino († 2023)
- 17 luglio - Donald Sutherland, attore canadese († 2024)
- 17 luglio - Marvin R. Wilson, biblista statunitense
- 18 luglio - Tenley Albright, ex pattinatrice artistica su ghiaccio statunitense
- 18 luglio - Vasile Alexandru, ex calciatore rumeno
- 18 luglio - Ioan Holender, baritono e impresario teatrale austriaco
- 18 luglio - Sabahudin Kurt, cantante bosniaco († 2018)
- 18 luglio - Tony Perez, attore statunitense
- 18 luglio - Giuliano Scabia, drammaturgo e scrittore italiano († 2021)
- 18 luglio - Elena Săcălici, ginnasta rumena († 1959)
- 18 luglio - Ben Vautier, performance artist francese († 2024)
- 19 luglio - Gerd Albrecht, direttore d'orchestra tedesco († 2014)
- 19 luglio - Carlo Azzini, ciclista su strada italiano († 2020)
- 19 luglio - George Breen, nuotatore statunitense († 2019)
- 19 luglio - Giuseppe D'Urso, ingegnere italiano († 1996)
- 19 luglio - Emo Danesi, politico italiano († 2024)
- 19 luglio - Vasilij Borisovič Livanov, attore, regista e sceneggiatore sovietico
- 19 luglio - Harvey Sacks, sociologo e linguista statunitense († 1975)
- 19 luglio - Rosemarie Weiß-Scherberger, schermitrice tedesca († 2016)
- 20 luglio - Paola Dell'Orto, attivista italiana
- 20 luglio - André Isoir, organista francese († 2016)
- 20 luglio - Les Massie, calciatore scozzese († 2020)
- 20 luglio - Mario Montez, attore statunitense († 2013)
- 20 luglio - Marianne Van Hirtum, scrittrice, pittrice e scultrice belga († 1988)
- 20 luglio - Valér Švec, allenatore di calcio e ex calciatore slovacco
- 21 luglio - Jeanne Arth, ex tennista statunitense
- 21 luglio - Ramón Chao, scrittore e giornalista spagnolo († 2018)
- 21 luglio - Nelson Royal, wrestler statunitense († 2002)
- 21 luglio - Pietro Larizza, sindacalista e politico italiano († 2021)
- 21 luglio - Jerry Paulson, cestista statunitense († 1986)
- 22 luglio - Mel Brown, cestista canadese († 2019)
- 22 luglio - Grover Dale, attore, ballerino e coreografo statunitense
- 22 luglio - Fernando Ghia, produttore cinematografico italiano († 2005)
- 22 luglio - Ron Springett, calciatore inglese († 2015)
- 22 luglio - Jakov Vladimirov, compositore di scacchi russo
- 23 luglio - Edward Acquah, calciatore ghanese († 2011)
- 23 luglio - John Cordts, pilota di Formula 1 canadese
- 23 luglio - Saverio D'Amelio, politico italiano
- 23 luglio - Miki Del Prete, paroliere e produttore discografico italiano
- 23 luglio - Louis Desgranges, calciatore francese († 2016)
- 23 luglio - Jim Hall, ex pilota automobilistico e dirigente sportivo statunitense
- 23 luglio - Santi Latora, organista, compositore e arrangiatore italiano
- 23 luglio - Bo Roberson, lunghista e giocatore di football americano statunitense († 2001)
- 23 luglio - Nigel Guy Wilson, filologo classico, grecista e paleografo britannico
- 24 luglio - Gustavo Bendlin, cestista paraguaiano († 1972)
- 24 luglio - Luisella Boni, attrice italiana
- 24 luglio - Aaron Elkins, scrittore statunitense
- 24 luglio - Gianna Giachetti, attrice italiana
- 24 luglio - Mel Ramos, artista statunitense († 2018)
- 24 luglio - Giuseppe Virgili, calciatore e allenatore di calcio italiano († 2016)
- 24 luglio - Władysław Zieliński, ex canoista polacco
- 25 luglio - Barbara Harris, attrice statunitense († 2018)
- 25 luglio - Adnan Khashoggi, imprenditore saudita († 2017)
- 26 luglio - Miklós Boskovits, storico dell'arte ungherese († 2011)
- 26 luglio - Ferruccio Botti, storico italiano († 2008)
- 26 luglio - Peter Brown, storico irlandese
- 26 luglio - Boris Brožovskij, direttore della fotografia sovietico († 2022)
- 26 luglio - Paolo Brunatto, regista italiano († 2010)
- 26 luglio - Claude Esteban, poeta, saggista e critico d'arte francese († 2006)
- 26 luglio - David Helliwell, canottiere canadese († 1993)
- 26 luglio - Ken Leek, calciatore gallese († 2007)
- 27 luglio - Gioacchino Illiano, vescovo cattolico italiano († 2020)
- 27 luglio - Billy McCullough, allenatore di calcio e ex calciatore nordirlandese
- 27 luglio - Mihalj Mesaroš, calciatore jugoslavo († 2017)
- 27 luglio - Salvatore Puntillo, attore italiano († 2024)
- 27 luglio - Jean Rolland, pilota di rally e pilota automobilistico francese († 1967)
- 27 luglio - Jack Sullivan, cestista e allenatore di pallacanestro statunitense († 2010)
- 28 luglio - Guido Fink, critico letterario, critico cinematografico e critico teatrale italiano († 2019)
- 28 luglio - Lisa Gastoni, attrice e ex modella italiana
- 28 luglio - Luciano Guerzoni, politico italiano († 2017)
- 28 luglio - Massimo Natili, pilota automobilistico italiano († 2017)
- 28 luglio - Martin Skaba, calciatore tedesco orientale († 2024)
- 29 luglio - Barney Cable, ex cestista statunitense
- 29 luglio - Joan Gerber, doppiatrice statunitense († 2011)
- 29 luglio - Friday Hassler, pilota automobilistico statunitense († 1972)
- 29 luglio - Jacques Levy, compositore, regista teatrale e psicologo statunitense († 2004)
- 29 luglio - Alejandro Planchart, musicologo, direttore d'orchestra e compositore venezuelano († 2019)
- 29 luglio - Peter Schreier, tenore e direttore d'orchestra tedesco († 2019)
- 29 luglio - Giuseppe Vitale, politico italiano
- 30 luglio - Győző Forintos, scacchista ungherese († 2018)
- 30 luglio - William Negri, calciatore e allenatore di calcio italiano († 2020)
- 30 luglio - Giorgio Redaelli, alpinista italiano († 2022)
- 31 luglio - Richard C. Blum, imprenditore statunitense († 2022)
- 31 luglio - Antonio Ceballos Atienza, vescovo cattolico spagnolo († 2022)
- 31 luglio - Michele Cortese, politico italiano
- 31 luglio - Paolo De Paoli, politico italiano († 2013)
- 31 luglio - Fritz Honka, serial killer tedesco († 1998)
- 31 luglio - Geoffrey Lewis, attore statunitense († 2015)
- 31 luglio - Giovanni Spinola, canottiere italiano († 2020)